# تشاك وليامز
تشاك وليامز (بالإنجليزية: Chuck Williams)‏ هو كاتب أمريكي، ولد في 2 أكتوبر 1915 في فلوريدا في الولايات المتحدة، وتوفي في 5 ديسمبر 2015 في سان فرانسيسكو في الولايات المتحدة.